# Pastîrske, Smila
Pastîrske (în ucraineană Пастирське) este o comună în raionul Smila, regiunea Cerkasî, Ucraina, formată numai din satul de reședință.

## Demografie
Componența lingvistică a comunei Pastîrske
     Ucraineană (99,48%)
     Alte limbi (0,52%)
Conform recensământului din 2001, majoritatea populației comunei Pastîrske era vorbitoare de ucraineană (99,48%), existând în minoritate și vorbitori de alte limbi.